# 2026-os labdarúgó-világbajnokság-selejtező (UEFA – L csoport)
A 2026-os labdarúgó-világbajnokság európai selejtező, L csoportjának eredményeit tartalmazó lapja. A csoportban a csapatok körmérkőzéses, oda-visszavágós rendszerben játszanak egymással. A csoport győztese kijut a világbajnokságra, a csoport második helyezettje pótselejtezőn vesz részt.
A csoportban Horvátország, Csehország, Montenegró, Feröer és Gibraltár szerepel. Horvátország a Nemzetek Ligája 2. negyeddöntőjének veszteseként került a csoportba.

## Tabella
| Hely. | Csapat       | M | Gy | D | V | G+ | G– | Gk  | P | Továbbjutás                      |          | Csehország | Horvátország | Montenegró | Feröer   | Gibraltár (brit tengerentúli terület) |
| ----- | ------------ | - | -- | - | - | -- | -- | --- | - | -------------------------------- | -------- | ---------- | ------------ | ---------- | -------- | ------------------------------------- |
| 1.    | Csehország   | 4 | 3  | 0 | 1 | 9  | 6  | +3  | 9 | Kijut a 2026-os világbajnokságra |          | —          | okt. 9.      | 2–0        | 2–1      | nov. 17.                              |
| 2.    | Horvátország | 2 | 2  | 0 | 0 | 12 | 1  | +11 | 6 | Pótselejtezőn vesz részt         |          | 5–1        | —            | szept. 8.  | nov. 14. | okt. 12.                              |
| 3.    | Montenegró   | 3 | 2  | 0 | 1 | 4  | 3  | +1  | 6 |                                  |          | szept. 5.  | nov. 17.     | —          | 1–0      | 3–1                                   |
| 4.    | Feröer       | 3 | 1  | 0 | 2 | 3  | 4  | −1  | 3 |                                  | okt. 12. | szept. 5.  | okt. 9.      | —          | 2–1      |                                       |
| 5.    | Gibraltár    | 4 | 0  | 0 | 4 | 2  | 16 | −14 | 0 |                                  | 0–4      | 0–7        | nov. 14.     | szept. 8.  | —        |                                       |

## Mérkőzések
A csoportok sorsolását 2024. december 13-án tartották Zürichben. A menetrendet az UEFA a sorsolást követően, aznap közzétette. Az időpontok közép-európai idő szerint, zárójelben helyi idő szerint értendők.
| 2025. március 22. 18:00 |

| Montenegró                       | 3–1               | Gibraltár |
| -------------------------------- | ----------------- | --------- |
| Jovetić 22' Tući 70' Marušić 73' | (1–1) Jegyzőkönyv | Bent 13'  |

| Gradski stadion, Nikšić Nézőszám: 3021 Játékvezető: António Nobre (portugál) |

| 2025. március 22. 20:45 |

| Csehország     | 2–1               | Feröer        |
| -------------- | ----------------- | ------------- |
| Schick 25' 85' | (1–0) Jegyzőkönyv | Vatnhamar 83' |

| Malšovická aréna, Hradec Králové Nézőszám: 8978 Játékvezető: Rade Obrenovič (szlovén) |

| 2025. március 25. 20:45 |

| Gibraltár | 0–4               | Csehország                                  |
| --------- | ----------------- | ------------------------------------------- |
|           | (0–1) Jegyzőkönyv | Černý 21' Schick 50' Šulc 72' Kliment 90+5' |

| Algarve Stadion, Faro (Portugália) Nézőszám: 583 Játékvezető: Horațiu Feșnic (román) |

| 2025. március 25. 20:45 |

| Montenegró | 1–0               | Feröer |
| ---------- | ----------------- | ------ |
| Kuč 90+6'  | (0–0) Jegyzőkönyv |        |

| Gradski stadion, Nikšić Nézőszám: 3226 Játékvezető: Allard Lindhout (holland) |

| 2025. június 6. 20:45 |

| Csehország            | 2–0               | Montenegró |
| --------------------- | ----------------- | ---------- |
| Hložek 23' Schick 65' | (1–0) Jegyzőkönyv |            |

| Doosan Arena, Plzeň Nézőszám: 10 889 Játékvezető: Serdar Gözübüyük (holland) |

| 2025. június 6. 20:45 |

| Gibraltár | 0–7               | Horvátország                                                                |
| --------- | ----------------- | --------------------------------------------------------------------------- |
|           | (0–2) Jegyzőkönyv | Mari. Pašalić 28' Budimir 30' Ivanović 60' 63' Perišić 73' Kramarić 77' 79' |

| Algarve Stadion, Faro (Portugália) Nézőszám: 1516 Játékvezető: Georgi Kabakov (bolgár) |

| 2025. június 9. 20:45 (19:45 UTC+1) |

| Feröer                           | 2–1               | Gibraltár   |
| -------------------------------- | ----------------- | ----------- |
| Frederiksberg 71' Johannesen 86' | (0–1) Jegyzőkönyv | Scanlon 23' |

| Tórsvøllur Stadion, Tórshavn Játékvezető: Yigal Frid (izraeli) |

| 2025. június 9. 20:45 |

| Horvátország                                                              | 5–1               | Csehország |
| ------------------------------------------------------------------------- | ----------------- | ---------- |
| Kramarić 42' 75' Modrić 62' (11-esből) Perišić 68' Budimir 72' (11-esből) | (1–0) Jegyzőkönyv | Souček 58' |

| Opus Aréna, Eszék Nézőszám: 12 207 Játékvezető: Jesús Gil Manzano (spanyol) |

| 2025. szeptember 5. 20:45 (19:45 UTC+1) |

| Feröer | –           | Horvátország |
| ------ | ----------- | ------------ |
|        | Jegyzőkönyv |              |

|  |

| 2025. szeptember 5. 20:45 |

| Montenegró | –           | Csehország |
| ---------- | ----------- | ---------- |
|            | Jegyzőkönyv |            |

|  |

| 2025. szeptember 8. 20:45 |

| Gibraltár | –           | Feröer |
| --------- | ----------- | ------ |
|           | Jegyzőkönyv |        |

|  |

| 2025. szeptember 8. 20:45 |

| Horvátország | –           | Montenegró |
| ------------ | ----------- | ---------- |
|              | Jegyzőkönyv |            |

|  |

| 2025. október 9. 20:45 |

| Csehország | –           | Horvátország |
| ---------- | ----------- | ------------ |
|            | Jegyzőkönyv |              |

|  |

| 2025. október 9. 20:45 (19:45 UTC+1) |

| Feröer | –           | Montenegró |
| ------ | ----------- | ---------- |
|        | Jegyzőkönyv |            |

|  |

| 2025. október 12. 18:00 (17:00 UTC+1) |

| Feröer | –           | Csehország |
| ------ | ----------- | ---------- |
|        | Jegyzőkönyv |            |

|  |

| 2025. október 12. 20:45 |

| Horvátország | –           | Gibraltár |
| ------------ | ----------- | --------- |
|              | Jegyzőkönyv |           |

|  |

| 2025. november 14. 20:45 |

| Gibraltár | –           | Montenegró |
| --------- | ----------- | ---------- |
|           | Jegyzőkönyv |            |

|  |

| 2025. november 14. 20:45 |

| Horvátország | –           | Feröer |
| ------------ | ----------- | ------ |
|              | Jegyzőkönyv |        |

|  |

| 2025. november 17. 20:45 |

| Csehország | –           | Gibraltár |
| ---------- | ----------- | --------- |
|            | Jegyzőkönyv |           |

|  |

| 2025. november 17. 20:45 |

| Montenegró | –           | Horvátország |
| ---------- | ----------- | ------------ |
|            | Jegyzőkönyv |              |

|  |